# EGLN3
EGLN3 (англ. Egl-9 family hypoxia inducible factor 3) – білок, який кодується однойменним геном, розташованим у людей на короткому плечі 14-ї хромосоми. Довжина поліпептидного ланцюга білка становить 239 амінокислот, а молекулярна маса — 27 261.
| 10         |  | 20         |  | 30         |  | 40         |  | 50         |
| ---------- |  | ---------- |  | ---------- |  | ---------- |  | ---------- |
| MPLGHIMRLD |  | LEKIALEYIV |  | PCLHEVGFCY |  | LDNFLGEVVG |  | DCVLERVKQL |
| HCTGALRDGQ |  | LAGPRAGVSK |  | RHLRGDQITW |  | IGGNEEGCEA |  | ISFLLSLIDR |
| LVLYCGSRLG |  | KYYVKERSKA |  | MVACYPGNGT |  | GYVRHVDNPN |  | GDGRCITCIY |
| YLNKNWDAKL |  | HGGILRIFPE |  | GKSFIADVEP |  | IFDRLLFFWS |  | DRRNPHEVQP |
| SYATRYAMTV |  | WYFDAEERAE |  | AKKKFRNLTR |  | KTESALTED  |  |            |

A: Аланін

C: Цистеїн

D: Аспарагінова кислота

E: Глутамінова кислота

F: Фенілаланін

G: Гліцин

H: Гістидин

I: Ізолейцин

K: Лізин

L: Лейцин

M: Метіонін

N: Аспарагін

P: Пролін

Q: Глутамін

R: Аргінін

S: Серин

T: Треонін

V: Валін

W: Триптофан

Кодований геном білок за функцією належить до оксидоредуктаз. 
Задіяний у таких біологічних процесах, як апоптоз, пошкодження ДНК. 
Білок має сайт для зв'язування з іонами металів, іоном заліза. 
Локалізований у цитоплазмі, ядрі.